# Carlos Hurtado Ruiz-Tagle
Carlos Hurtado Ruiz-Tagle (17 de febrero de 1937) es un economista, empresario y político chileno, exmiembro del gabinete del presidente Patricio Aylwin.

## Primeros años de vida
Es cuñado del ex ministro de Estado y senador Andrés Zaldívar -a través de su hermana Inés- y sobrino de San Alberto Hurtado. Hermano del exdiputado y alcalde designado de Palmilla, José María Hurtado.
Es ingeniero comercial de la Universidad de Chile y Ph.D en economía de la Universidad de Harvard.

### Matrimonio, hijos y nietos
Casado con Leonor Larraín, bibliotecaria y apicultora, tiene seis hijos: José María, Carlos, Victoria, Catalina, Isabel Margarita y María Inés. 
Y tiene 17 nietos, Elisa Matta, Sofia Hurtado, Guillermo Matta, Santiago Matta, Pablo Valdivia, Adela Hurtado, Antonio Matta, Leonor Ferreiro, Margarita Hurtado, Manuel Ferreiro, Domingo Hurtado, Salvador Mayo, Lucia Peñaloza, Amparo Peñaloza, Paloma Carrasco y por último pero no menos importante los mellizos Hurtado Samuel y Luisa.

## Vida pública
Ha sido consultor para diversos organismos incluyendo al Banco Mundial (BM) y al Banco Interamericano de Desarrollo (BID).
Entre 1957 y 1971 fue asistente y luego investigador del Programa de Investigaciones del Instituto de Economía de la Universidad de Chile. Realizó trabajos en el área de demanda y costos de transporte, sobre políticas ferroviarias y operaciones portuarias, así como estudios de historia económica. 
Entre 1967 y 1968 fue consultor de la Confederación de la Producción y del Comercio (CPC), y entre 1969 y 1970 participó como coordinador en el grupo de trabajo que elaboró el programa de gobierno del candidato y ex presidente Jorge Alessandri Rodríguez.
En 1971 asumió como director técnico de un grupo de consultores que trabajó en la formulación del plan maestro de autopistas federales de Brasil, labor que desempeñó hasta 1974. Desde ese año y hasta 1990 fue socio y presidente de Inecon, empresa consultora chilena que participó en la elaboración de proyectos de infraestructura, industria y finanzas.
Fue ministro de Obras Públicas de Chile entre 1990-1994. Entre sus logros destacan la formulación y puesta en marcha del proceso de concesiones de obras públicas en Chile, así como el inicio del proceso de privatización de empresas sanitarias. Ambas iniciativas, que exigieron la 'venia' del Congreso Nacional, permitieron el arribo de miles de millones de dólares al país, hecho que posibilitó, por un lado, modernizar la infraestructura y, por otro, apuntalar el crecimiento de la economía.
Tras ello se desempeñó por un año como director ejecutivo de Televisión Nacional de Chile.
Ha sido presidente de empresas como Entel, Molymet y Chilevisión. En la actualidad se desempeña como primer vicepresidente de la Sociedad de Fomento Fabril (Sofofa).
Se considera independiente desde el punto de vista político. Ello lo llevó a apoyar en las elecciones de 2005 al empresario centroderechista Sebastián Piñera en lugar de la candidata de la Concertación, Michelle Bachelet.